# Mette Asp
Mette Asp (1995) è un'ex sciatrice alpina svedese.

## Biografia
Attiva in gare FIS dal dicembre del 2010, in Coppa Europa la Asp ha esordito il 26 novembre 2012 a Vemdalen in slalom speciale e ha disputato la sua decima e ultima gara il 30 novembre 2017 a Funäsdalen nella medesima specialità, senza aver mai portato a termine alcuna gara nel circuito. Si è ritirata durante la stagione 2017-2018 e la sua ultima gara è stata uno slalom speciale FIS disputato a Bollnäs il 24 febbraio, non completato dalla Asp; non ha debuttato in Coppa del Mondo né preso parte a rassegne olimpiche o iridate.

## Palmarès

### Campionati svedesi
- 1 medaglia:
  - 1 bronzo (suspergigante nel 2014)